# Жармыш
Жармыш (каз. Жармыш) — село в Мангистауском районе Мангистауской области Казахстана. Административный центр Жармышского сельского округа. Находится примерно в 22 км к востоку от села Шетпе, административного центра района. Код КАТО — 474635100.

## Население
В 1999 году население села составляло 1826 человек (933 мужчины и 893 женщины). По данным переписи 2009 года в селе проживало 1866 человек (971 мужчина и 895 женщины).

## Галерея

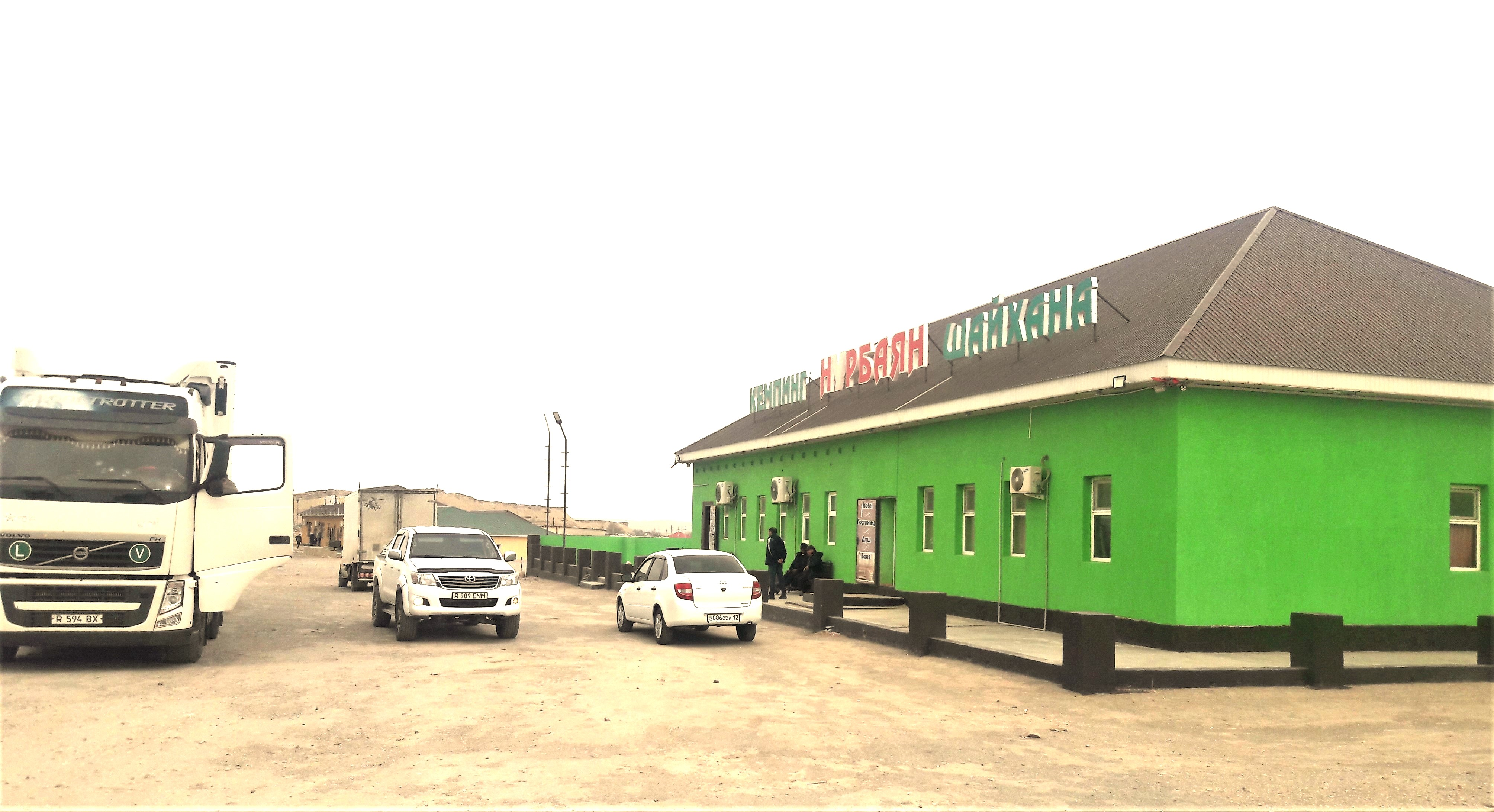
Шайхана
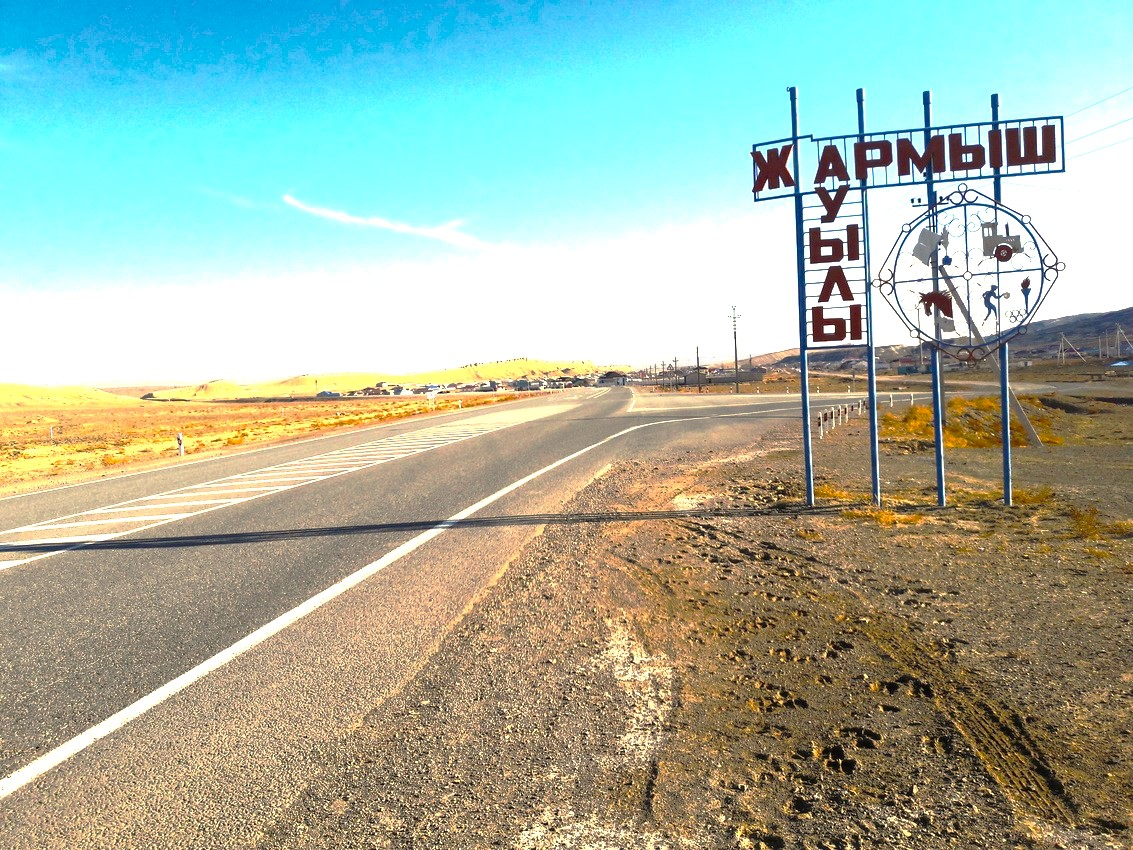
Стела
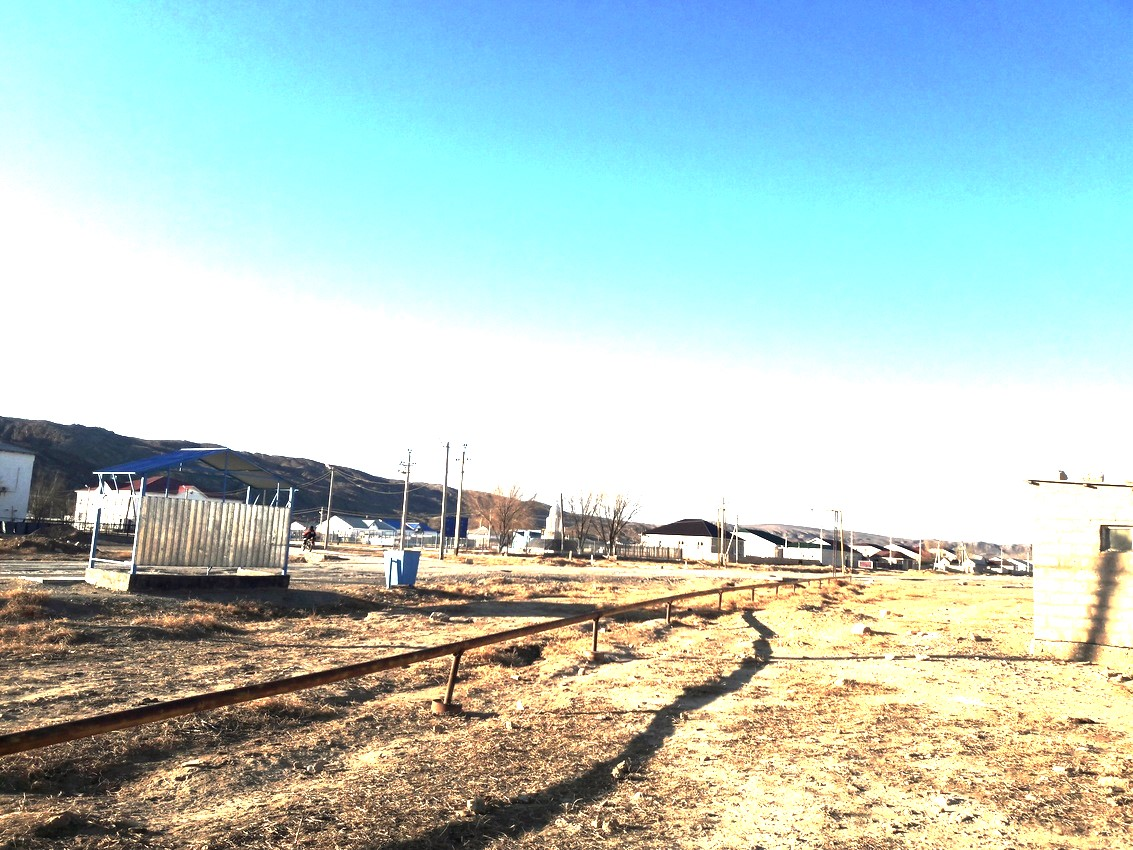
Жармыш
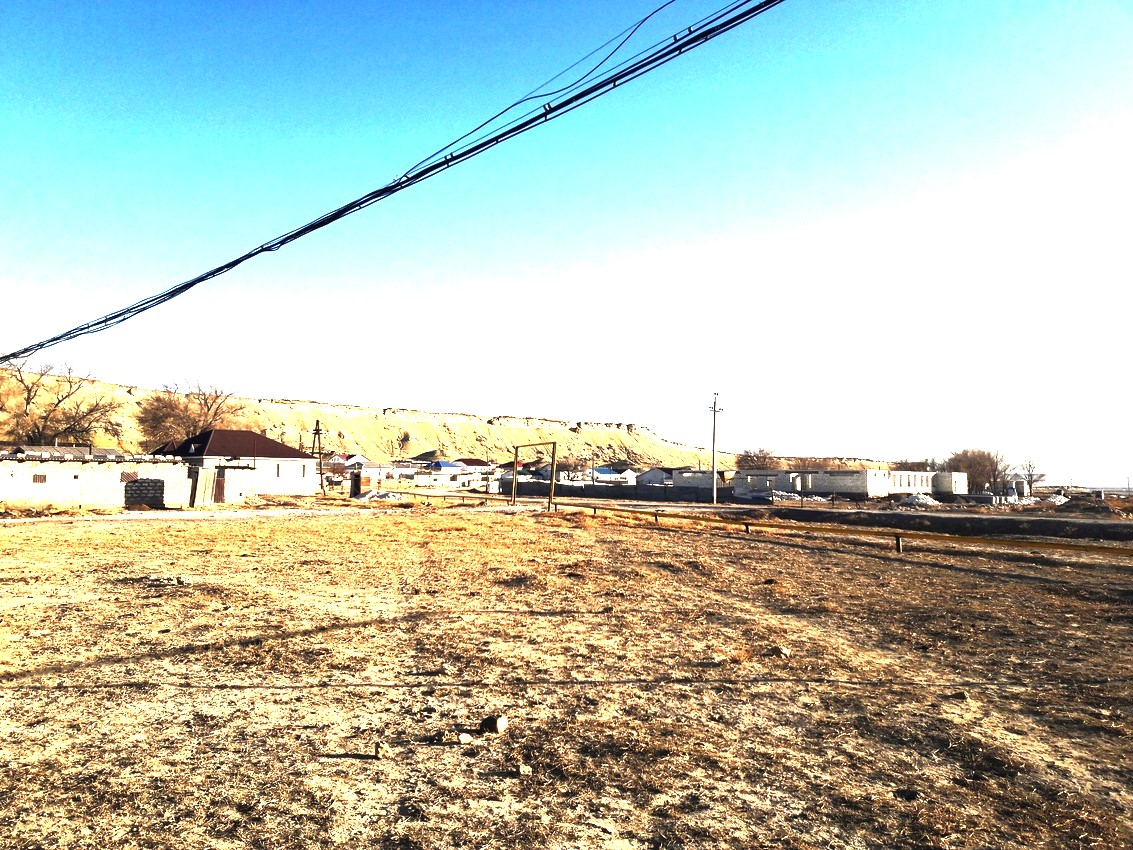
Жармыш